# Liste der Kulturdenkmale in Goldisthal
Die Liste der Kulturdenkmale in Goldisthal führt die Kulturdenkmale der Gemeinde Goldisthal im thüringischen Landkreis Sonneberg auf. Grundlage dieser Liste ist das Buch Denkmaltopographie Bundesrepublik Deutschland – Kulturdenkmale in Thüringen / Landkreis Sonneberg von Thomas Schwämmlein mit dem 30. Mai 2005 als Stand der Erfassung. Die folgenden Angaben ersetzen nicht die rechtsverbindliche Auskunft der Denkmalschutzbehörde.
| Bild                           | Bezeichnung                               | Lage                   | Datierung | Beschreibung | ID |
| ------------------------------ | ----------------------------------------- | ---------------------- | --------- | --- | -- |
| Fotos hochladen                | Wegweiser- und Distanzstein               | Blechhammer (Karte)    |           | Der Wegweiser- und Distanzstein stammt aus dem 19. Jahrhundert und gibt die Richtungen und Entfernungen nach Sonneberg, Rudolstadt und Katzhütte an. |    |
| Fotos hochladen                | ehemaliges Gasthaus                       | Goldberg 2 (Karte)     |           | Den Bau des ehemaligen Gasthauses, ein verschieferter, zweistöckiger Fachwerkbau mit Mansardwalmdach und massivem, tonnengewölbten Keller, beauftragte 1737 der Bergbauunternehmer Ernst Ludwig von Damnitz. Im 19. Jahrhundert trug die Gaststätte den Namen „Zum Fröhlichen Mann“. Bis um 1990 gab es die Nutzung als Gasthaus. Danach stand das Gebäude, auch Herrenhaus genannt, längere Zeit leer. Nach einer umfangreichen Sanierung beherbergt es seit Ende 2013 das neu eingerichtete Naturkundemuseum „Haus der Natur“. |    |
| Fotos hochladen                | Hauptgebäude eines ehemaligen Sägewerkes  | Hauptstraße 22 (Karte) |           | Das zweigeschossige Hauptgebäude eines ehemaligen Sägewerkes ließ sich 1919 der Eigentümer des Sägewerkes Berthold Langbein im Stil der Heimatschutzarchitektur errichten. |    |
| weitere Bilder Fotos hochladen | Evangelisch-lutherische Kirche Goldisthal | Hauptstraße 30 (Karte) | 1892      | Die evangelisch-lutherische Kirche entstand 1891/92 als neugotische Saalkirche mit Satteldach und Giebelreiter nach Plänen des schwarzburg-rudolstädtischen Baurates und Architekten Rudolph Brecht. |    |
| Fotos hochladen                | Altfrauenteich                            | Wurzelberg (Karte)     |           | Der Altfrauenteich, ein ehemaliger Flößteich, wurde Anfang des 18. Jahrhunderts auf Veranlassung der Schwarzburg-Rudolstädter Forstverwaltung aufgestaut und bis 1873 zur Flößerei von Scheitholz genutzt. |    |
| weitere Bilder Fotos hochladen | Dreiherrenstein an der Hohen Heide        | Hohe Heide (Karte)     | 1846      | Der Kleine Dreiherrnstein an der Hohen Heide markierte ab 1846 den Grenzpunkt der Territorien von Sachsen-Meiningen, Schwarzburg-Rudolstadt und Schwarzburg-Sondershausen. |    |
| Fotos hochladen                | Landesgrenzstein                          | Rennsteig (Karte)      |           | Landesgrenzsteine aus dem 17. bis 19. Jahrhundert stehen am Rennsteig, der ehemaligen Grenze zwischen Schwarzburg-Rudolstadt und den Ernestinischen Fürsten- bzw. Herzogtümern. |    |
| Fotos hochladen                | Landesgrenzstein                          | Goldbachtal (Karte)    |           | Landesgrenzsteine aus dem 17. bis 19. Jahrhundert stehen im Goldbachtal, der ehemaligen Grenze zwischen Schwarzburg-Rudolstadt und Schwarzburg-Sondershausen. |    |